# Karlskron
Karlskron – miejscowość i gmina w Niemczech, w kraju związkowym Bawaria, w rejencji Górna Bawaria, w regionie Ingolstadt, w powiecie Neuburg-Schrobenhausen. Leży około 20 km na południowy wschód od miasta Neuburg an der Donau, przy drodze B13.

## Dzielnice
W skład gminy wchodzą następujące dzielnice: Karlskron, Fruchtheim, Pobenhausen, Aschelsried, Adelshausen, Mändlfeld, Grillheim, Deubling, Bofzheim, Probfeld, Walding, Brautlach i Wintersoln.

## Demografia
Dane o ludności z 31 grudnia 2008:
| Opis                                | Ogółem | Ogółem | Kobiety | Kobiety | Mężczyźni | Mężczyźni |
| ----------------------------------- | ------ | ------ | ------- | ------- | --------- | --------- |
| Jednostka                           | osób   | %      | osób    | %       | osób      | %         |
| Populacja                           | 4743   | 100    | 2373    | 50,03   | 2370      | 49,97     |
| Wiek przedprodukcyjny (0–17 lat)    | 961    | 20,26  | 466     | 9,83    | 495       | 10,44     |
| Wiek produkcyjny (18–65 lat)        | 3056   | 64,43  | 1505    | 31,73   | 1551      | 32,7      |
| Wiek poprodukcyjny (powyżej 65 lat) | 726    | 15,31  | 402     | 8,48    | 324       | 6,83      |

## Polityka
Wójtem gminy jest Friedrich Kothmayr z FW, rada gminy składa się z 16 osób.
|      | CSU | SPD | FW | Razem |
| 2008 | 6   | 3   | 7  | 16    |
| 2002 | 7   | 4   | 5  | 16    |